# Protein ksiloziltransferaza
Protein ksiloziltransferaza (EC 2.4.2.26, UDP--ksiloza:protein osnove beta--ksiloziltransferaze, UDP--ksiloza:protein osnove ksiloziltransferaze, UDP--ksiloza:proteoglikan proteina osnove beta--ksiloziltransferaze, UDP-ksiloza-protein osnove beta--ksiloziltransferaze, uridin difosfoksiloza-protein osnove beta-ksiloziltransferaze, uridin difosfoksiloza-protein ksiloziltransferaza) je enzim sa sistematskim imenom UDP-D-ksiloza:protein beta-D-ksiloziltransferaza. Ovaj enzim katalizuje sledeću hemijsku reakciju
Prenosi beta-D-ksilozilni ostatak sa UDP-D-ksiloze na serinsku hidroksi grupu akceptora proteinskog supstrata
Ovaj enzim učestvuje u biosintezi vezivnog regiona glikozaminoglikanskih lanaca tokom biosinteze proteoglikana (hondroitina, dermatana i heparan sulfata).

## Literatura
- Nicholas C. Price; Lewis Stevens (1999). Fundamentals of Enzymology: The Cell and Molecular Biology of Catalytic Proteins (Third изд.). USA: Oxford University Press. ISBN 019850229X.
- Eric J. Toone (2006). Advances in Enzymology and Related Areas of Molecular Biology, Protein Evolution (Volume 75 изд.). Wiley-Interscience. ISBN 0471205036.
- Branden C; Tooze J. Introduction to Protein Structure. New York, NY: Garland Publishing. ISBN 0-8153-2305-0.
- Irwin H. Segel. Enzyme Kinetics: Behavior and Analysis of Rapid Equilibrium and Steady-State Enzyme Systems (Book 44 изд.). Wiley Classics Library. ISBN 0471303097.

## Spoljašnje veze
- Protein+xylosyltransferase на 